# Szabad Belga Haderő
A Szabad Belga Haderő (angol: Free Belgian Forces, francia: Forces belges libres) a belga hadsereg maradványaiból és önkéntesekből alakított haderő volt a második világháború során, amely Belgium megszállása után is folytatta a küzdelmet Németország és szövetségesei ellen. A belgák számos hadszíntéren szolgáltak, köztük az angliai légi csatában, a kelet-afrikai hadjáratban, a mediterrán térségben és az európai nyugati fronton.
III. Lipót belga király 1940. május 28-án döntött a feltétel nélküli megadás mellett, amit viszont az emigrációba kényszerült belga kormány - Hubert Pierlot vezetésével - nem fogadott el. A kormány, amely előbb Párizsba, majd Londonba menekült, megszervezte a belga fegyveres erők maradványait és a szövetségesek rendelkezésére bocsátotta azt. A Belga Kongó gyarmaton állomásozó belga csapatokat is a szövetségesek támogatására utasították.
Belga (flamand és vallon kollaboránsok) megpróbáltak egy újfajta belga haderőt létrehozni a német megszállás alatt Vallon és Flamand Légió néven, de ezeket csak, mint önkénteseket a keleti fronton alkalmazták.[forrás?]

## A haderő összetétele
A Szabad Belga Haderő szárazföldi csapatait három összetevőből szervezték meg: a Belga Kongó gyarmaton állomásozó "Force Publique" rendfenntartó erő tagjaiból, a Nagy-Britanniában és Kanadában élő emigráns belgák közül, és végül 1944. szeptemberétől a szövetségesek által felszabadított belga lakosság köréből.

### Belga gyarmati haderő Afrikában
A Force Publique tagjaiból három lövészhadosztályt szerveztek, amelyek a szövetségesek oldalán harcoltak az afrikai hadjáratokban. 1940-41-ben Belga Expedíciós Erők néven a brit és nemzetközösségi csapatokkal együtt vettek részt az olasz hadsereg elleni kelet-afrikai harcokban. 1941. májusában a belga Auguste-Éduard Gilliaert vezérőrnagy vezetése alatt álló erők bekerítették az olasz Pietro Gazzera tábornok katonáit Etiópiában és több, mint 7000 hadifoglyot ejtettek.
A hadjárat befejezése után az 1. Belga Gyarmati Dandárt átnevezték Belga Gyarmati Gépesített Dandárrá és területvédelmi feladatokat kapott, elsősorban Kairó és a brit mandátum alatt álló Palesztina megszállásáért volt felelős 1943-44-ben. A közvetlen harccselekményekből való kivonás egyik oka, hogy a belga gyarmati erőket elavult fegyverekkel szerelték fel, mint például a Stokes mozsár és a 75 mm-es St. Chamond ágyú.

### A Piron-dandár
A nagy-britanniai és kanadai belgák, valamint a dunkirki hadműveletben kimenekített belga katonák részvételével alakították meg 1940. május 25-én az 1. Belga Lövészdandárt. Az alakulat első parancsnoka Victor Strydonck de Burkel altábornagy volt. Elnevezése ellenére, a rendelkezésre álló katonák alacsony száma miatt az alakulat csak lassú ütemben fejlődött: kezdetben csak zászlóalj nagyságú volt és csak 1943, januárjában érte el teljes harcértékét. Kezdetben az európai hadszíntéren tervezték bevetni a három gépesített lövészszázadból, egy tüzérütegből (amelynek egy tűzszakasza, négy löveggel, csak luxemburgiakból állt), műszaki századból, páncélozott felderítő szakaszból és harctámogató csapatokból felépített dandár.
A dandár 1944. augusztus 8-án Normandiában, Arromanches közelében vett részt a partraszállásban, majd a következő hónapban Franciaország északi partvonala mentén harcolt, és 1944. szeptember 3-án érte el a belga határt. A dandár, amelyet az Első Kanadai Hadsereg alá osztottak be, részt vett Belgium és Hollandia déli részének felszabadításában, majd 1944. decemberében Belgiumba vezényelték, hogy állományát feltöltsék. Az újjászervezés után a dandárnak három lövészzászlóalja, egy tüzérzászlóalja 6 üteggel, valamint egy harckocsizászlóalja volt. 1945. áprilisában vetették be ismét és a dandár Nijmegen és Walcheren közelében harcolt. Az utolsó parancsnoka után Piron-dandárnak elnevezett alakulatot teljes egészében brit hadfelszereléssel és fegyverekkel szerelték fel.

### Belga különleges erők
A Nagy-Britanniában állomásozó belga katonák egy százada csatlakozott a brit különleges erőkhöz (megnevezése 4. század volt a 10. Szövetséges Kommandóban). A belga kommandósokat Norvégiában, Franciaországban, Madagaszkáron, Olaszországban, Jugoszláviában, valamint Németország területén vetették be. 1944. vége felé két további kommandós századot szerveztek a belga ellenállás résztvevőiből. Ezen felül belga katonákból szerveztek egy zászlóaljat, amely a SAS kötelékében harcolt Franciaország északi részén, Belgiumban és Hollandiában 1944-45 között.

### A lövészzászlóaljak
1944. szeptemberétől számos alakulatot szerveztek a felszabadított belgák részvételével: 57 lövész-, négy műszaki és négy felderítő zászlóaljat, valamint 34 szállító (vagy logisztikai) zászlóaljat. Ezek az alakulatok, amelyek 1944. októbere és 1945. júniusa között léteztek, alacsony harcértékük miatt inkább az elfoglalt területek biztosításában és a rend fenntartásában vettek részt. Ahogyan a szövetséges erők egyre jobban előrenyomultak Németországban, ez a feladat is nagy jelentőséget kapott, mert a könnyű kézifegyverekkel felszerelt belga csapatok jelenléte elegendő volt ahhoz, hogy a frontvonalbeli alakulatokat felváltsák és biztosítsák azok hátországát, valamint az utánpótlási vonalakat. Az 1944. decemberi ardenneki ellentámadás során 20 belga lövészzászlóalj vett részt a német támadás elleni küzdelmekben, illetve további hadműveletekben Hollandiában, a Remagen hídfő elfoglalásában, valamint Csehországban, Pilsen környékén. Az amerikai hadsereg mellett harcoló 5. lövészzászlóalj különösen kitüntette magát az ardenneki harcok során.

### Távol-Kelet
A belgákból szervezett 10. Elsősegélyállomás Burmában és Indonéziában támogatta a brit haderőt.

## Haditengerészeti erők
A háború során a belga haditengerészet két korvettet és számos aknaszedő hajót állított hadrendbe. A belga haditengerészet az atlanti hadszíntéren működött, 1943. májusában mintegy 350 fővel.

## Légierő
Az első belga pilóták önkéntesként csatlakoztak a Brit Királyi Légierő (RAF) vadászrepülő századaihoz. Az angliai légi csatában 29 belga pilóta vett részt, akiket ugyan véletlenszerűen osztottak el a századok között, de a 609. vadászrepülő században a belgák külön vadászrepülő-osztályt szerveztek. Később a belgákből két önálló repülő századot szerveztek, ezek 350. (belga) vadászrepülő század (1941. novemberében alakult) és a 349. (belga) vadászrepülő század (amely számozása ellenére később, 1942. novemberében alakult). 1943. júniusára a brit légierőben már 400 belga pilóta szolgált.
A belga vadászok kezdetben csak az Anglia felett vívott légi harcokban vettek részt, majd később a két belga repülő századot a 21. hadseregcsoport támogatására Európába vezényelték. 1945. március 22-én a koppenhágai Gestapo főhadiszállás elleni brit légitámadást egy belga pilóta, Michael Donnet vezette.
A háború végére a RAF kötelékében összesen 1200 belga pilóta szolgált, akik elsősorban Spitfire vadászokon repültek. A 350. század pilótái összesen 51 légi győzelmet arattak.

## A háború után
A Szabad Belga Haderő kötelékében összesen 100000 fő harcolt Belgium 1940-es megadása és 1945. május 9 között, ebből 53000 főt a felszabadított belga területekről mobilizáltak. A háború után a Piron-dandár és a később alakult lövészdandárok alkották a belga hadsereg magvát és elsősorban Németország megszállásában vettek részt. A SAS és a különleges erők kötelékében szolgáló belga alakulatokból a belga ejtőernyős zászlóaljat hozták létre, a 349. és 350. vadászrepülő századok pedig a belga légierő első alakulatai lettek.